# Aximopsis javensis
Aximopsis javensis är en stekelart som beskrevs av Girault 1917. Aximopsis javensis ingår i släktet Aximopsis och familjen kragglanssteklar. Inga underarter finns listade.